# Kyczkyri
Kyczkyri (ukr. Кичкирі, hist. pol. Kiczkiry) – wieś na Ukrainie, w obwodzie żytomierskim, w rejonie żytomierskim, w hromadzie Radomyśl. W 2001 liczyła 552 mieszkańców, spośród których 540 wskazało jako ojczysty język ukraiński, a 12 rosyjski.